# Foton (Fahrzeugmarke)

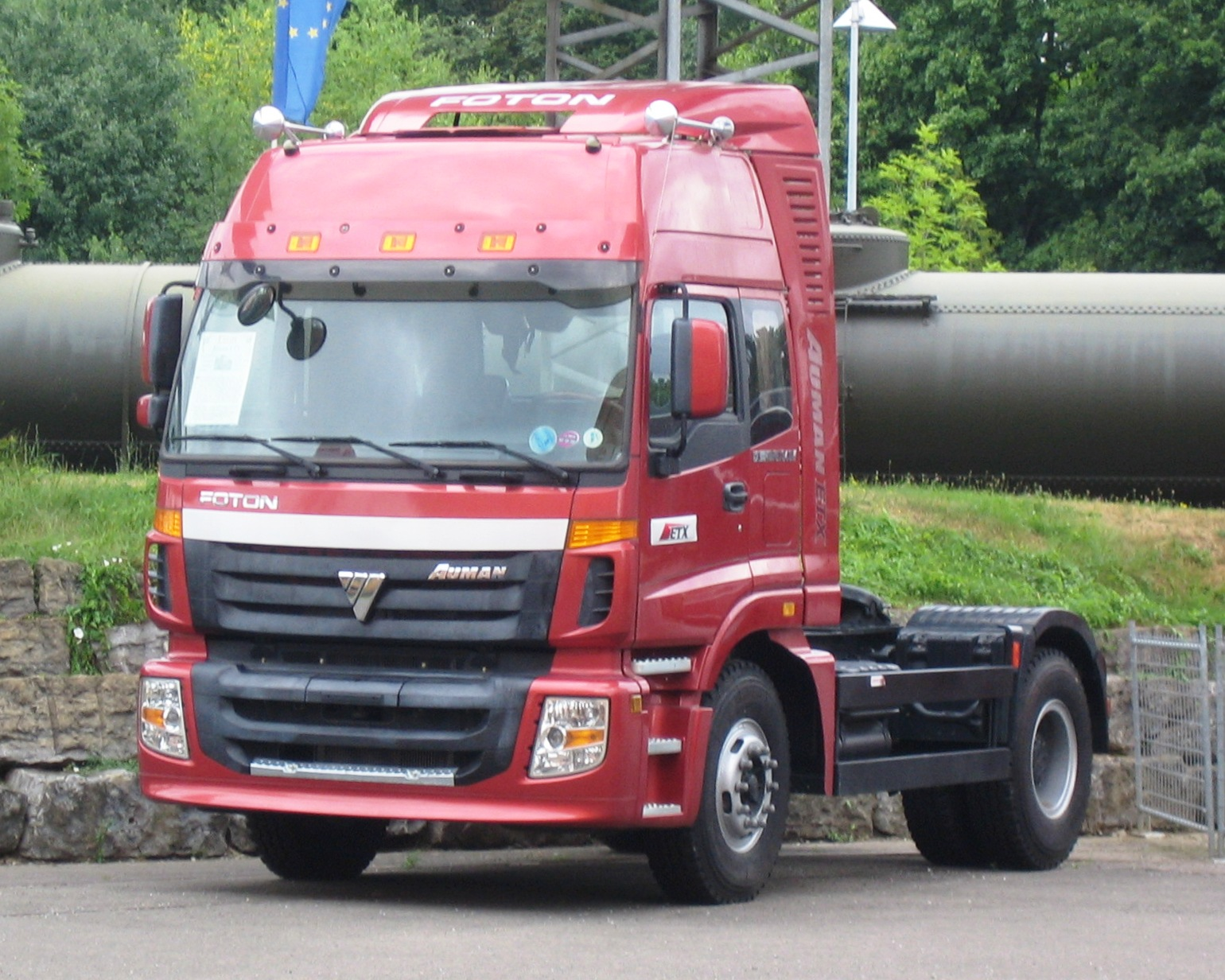
Foton Auman Jones

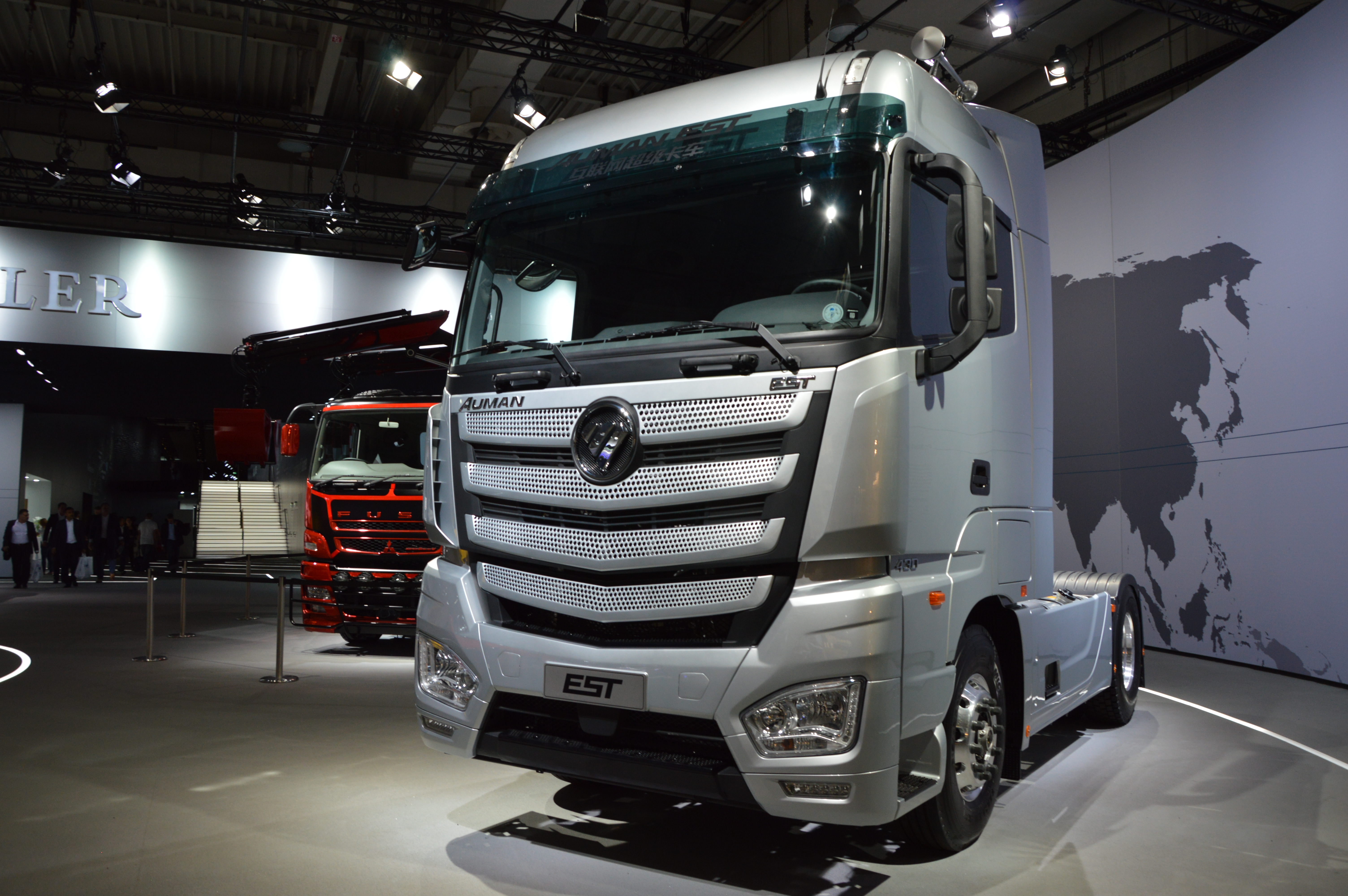
Foton Auman EST (Energy Super Truck) von Beijing Foton Daimler Automotive 2016

Foton ist eine Fahrzeugmarke aus der Volksrepublik China.

## Markengeschichte
Dieser Markenname wird seit Ende 2003 für Automobile verwendet. Hersteller ist einerseits das am 28. August 1996 gegründete Unternehmen Beiqi Foton Motor aus Peking und andererseits Beijing Foton Daimler Automotive. Hauptsächlich werden Nutzfahrzeuge angeboten. Im Gegensatz dazu werden relativ wenig Personenkraftwagen hergestellt.
Seit Mitte 2025 werden Pick-ups von Foton auch in Deutschland verkauft.

## Fahrzeuge
Anfangs gab es den fünfsitzigen Pick-up BJ 1027.
2003 kam das SUV BJ 6488 M16 Chonglang (Surfing) dazu. Es bot wahlweise fünf oder sieben Sitze und wurde bereits 2004 überarbeitet.
Im März 2005 folgte mit dem BJ 1027 V2M Ollin der nächste fünfsitzige Pick-up.
Im September 2005 kam das SUV Chuanqi (Saga) dazu, der auf dem vorgenannten Pick-up basierte.
2006 wurde der Minivan MP-X Mengpaike auf der Automobilausstellung in Peking vorgestellt. Er ging im März 2007 in Produktion. Zur Wahl stehen eine normale Ausführung als BJ 6476 und eine längere Ausführung mit neun Sitzen als BJ 6526.
2007 wurde der BJ 6438 Mengpaike Midi auf der Moskauer Automobilausstellung präsentiert.
2008 erschien der fünfsitzige Pick-up BJ 1027 Sapu.
Für die letzten paar Jahre sind die folgenden Modelle bekannt: Saga (2003–2010), MPX (seit 2007), Midi (2009–2016), Sauvana (seit 2015), Gratour ix5 und ix7 (seit 2016) sowie Gratour im6 und im8 (2017–2018).
Im Bereich der Lastkraftwagen werden Foton Auman, Foton Aumark und Foton Ollin genannt.

## Modellübersicht

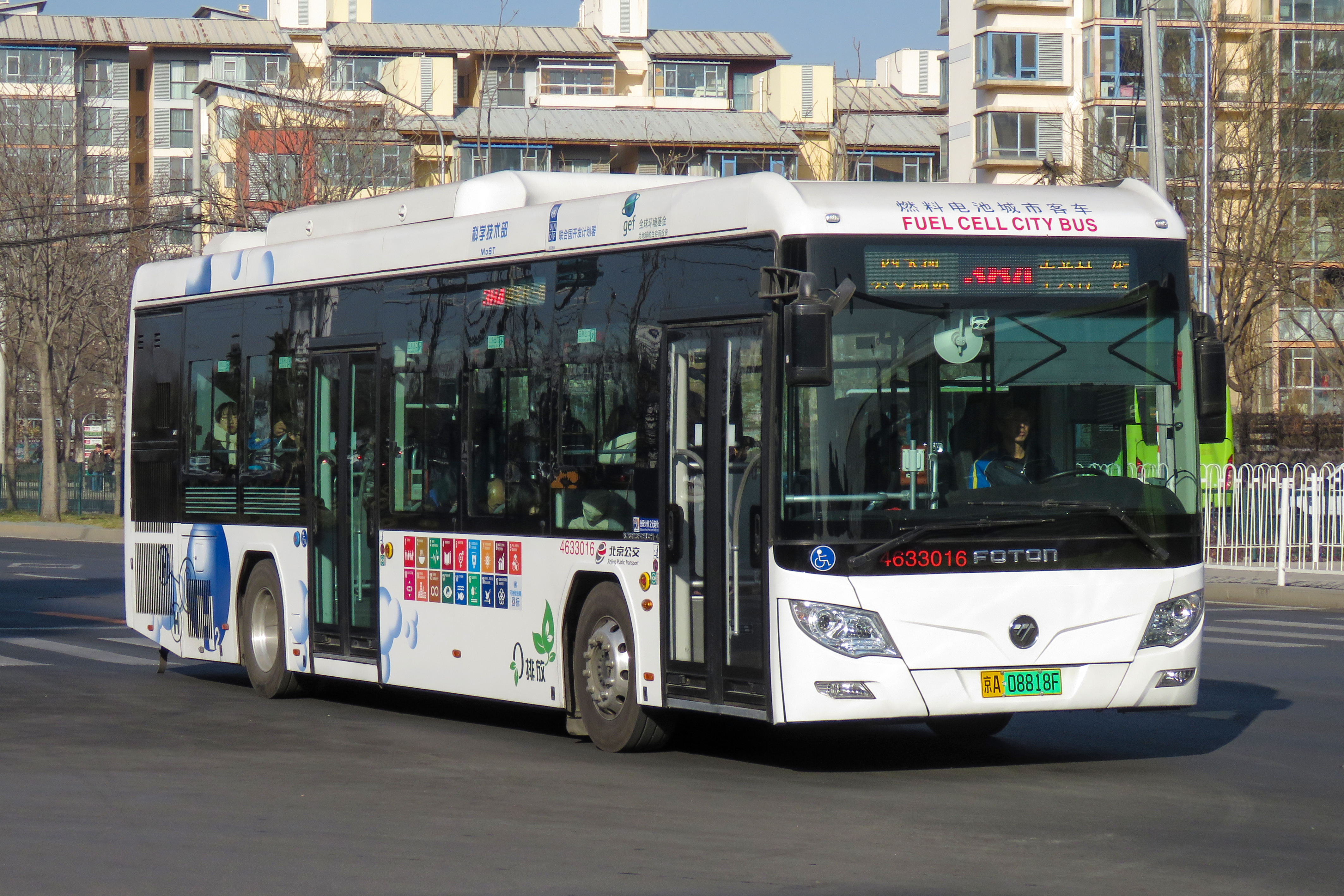
Bus von Foton

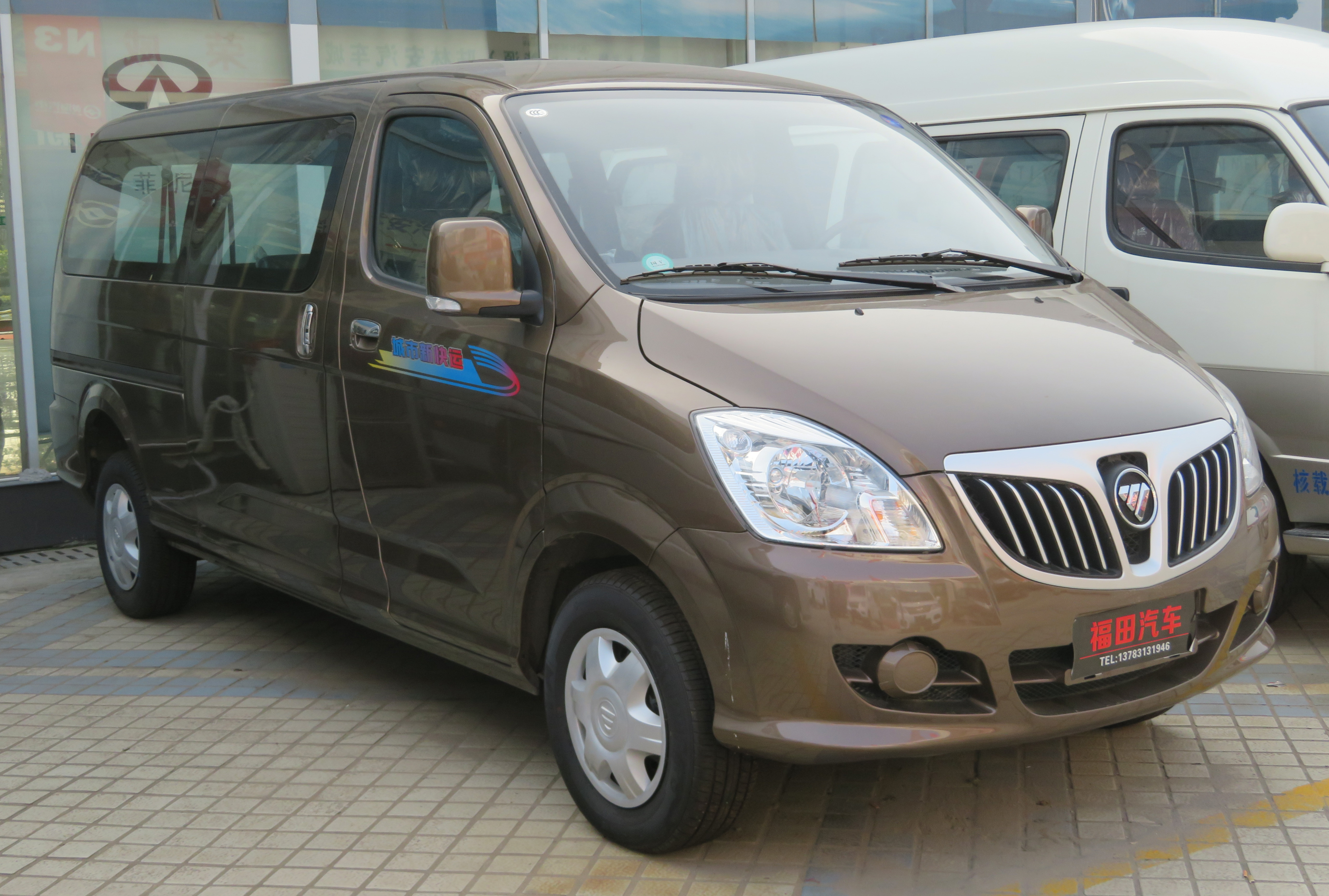
Foton MP-X

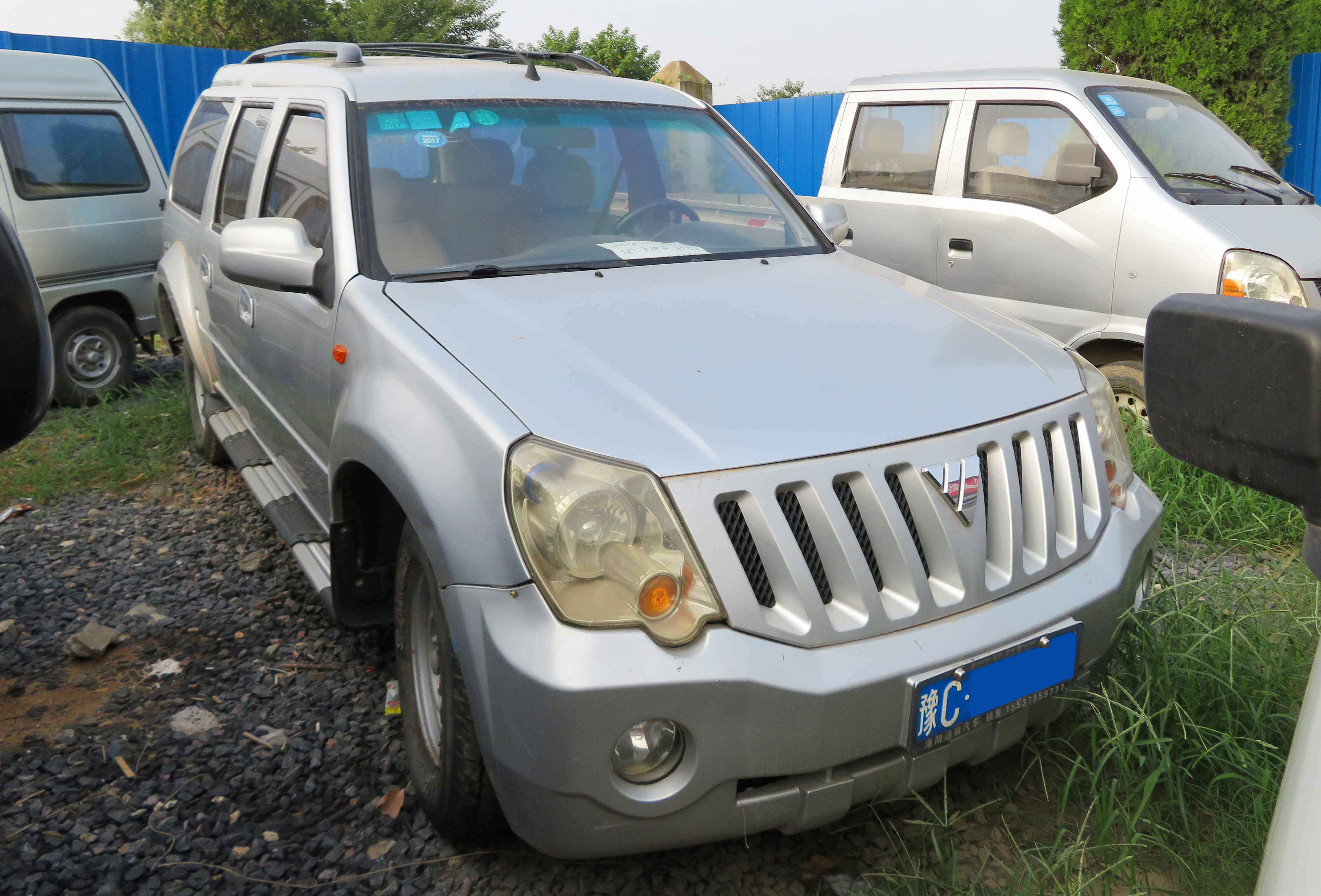
Foton Saga

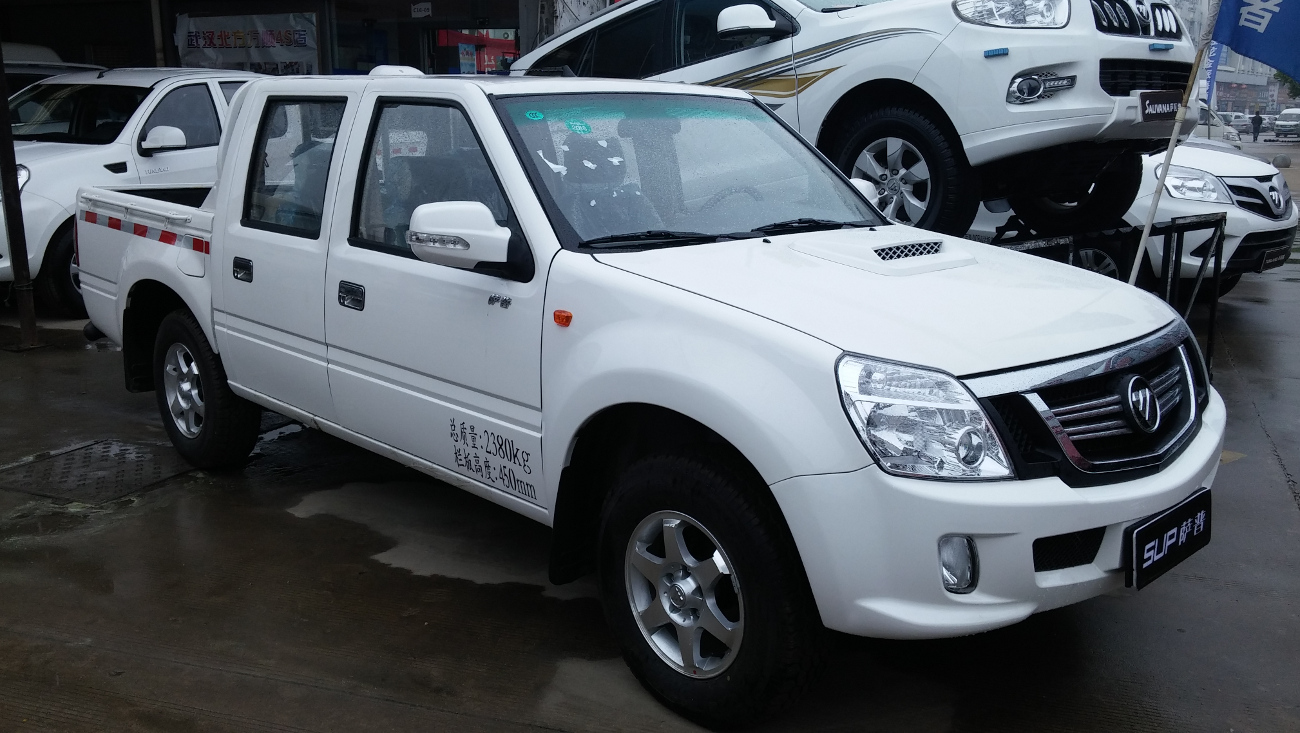
Foton SUP

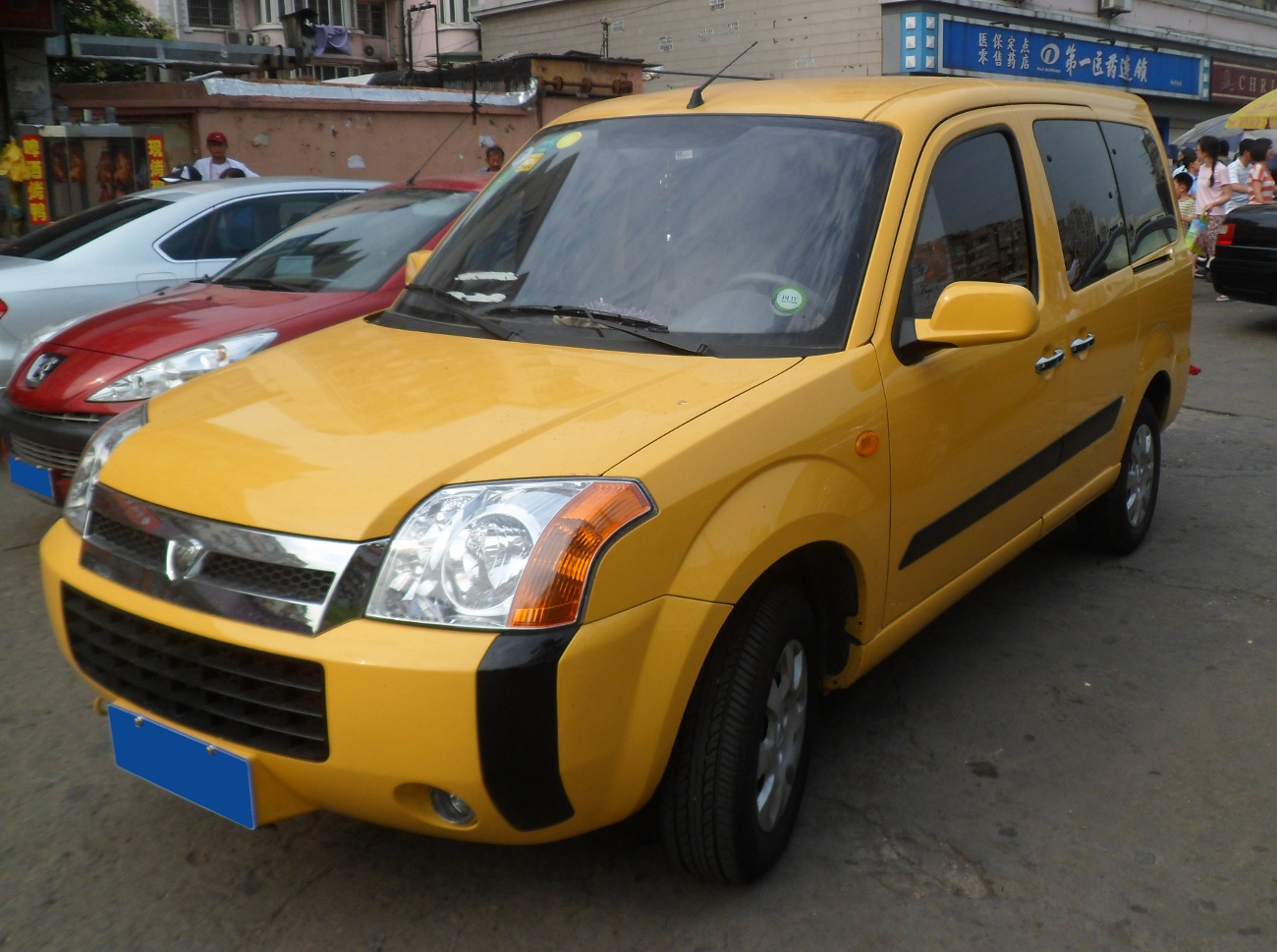
Foton Midi

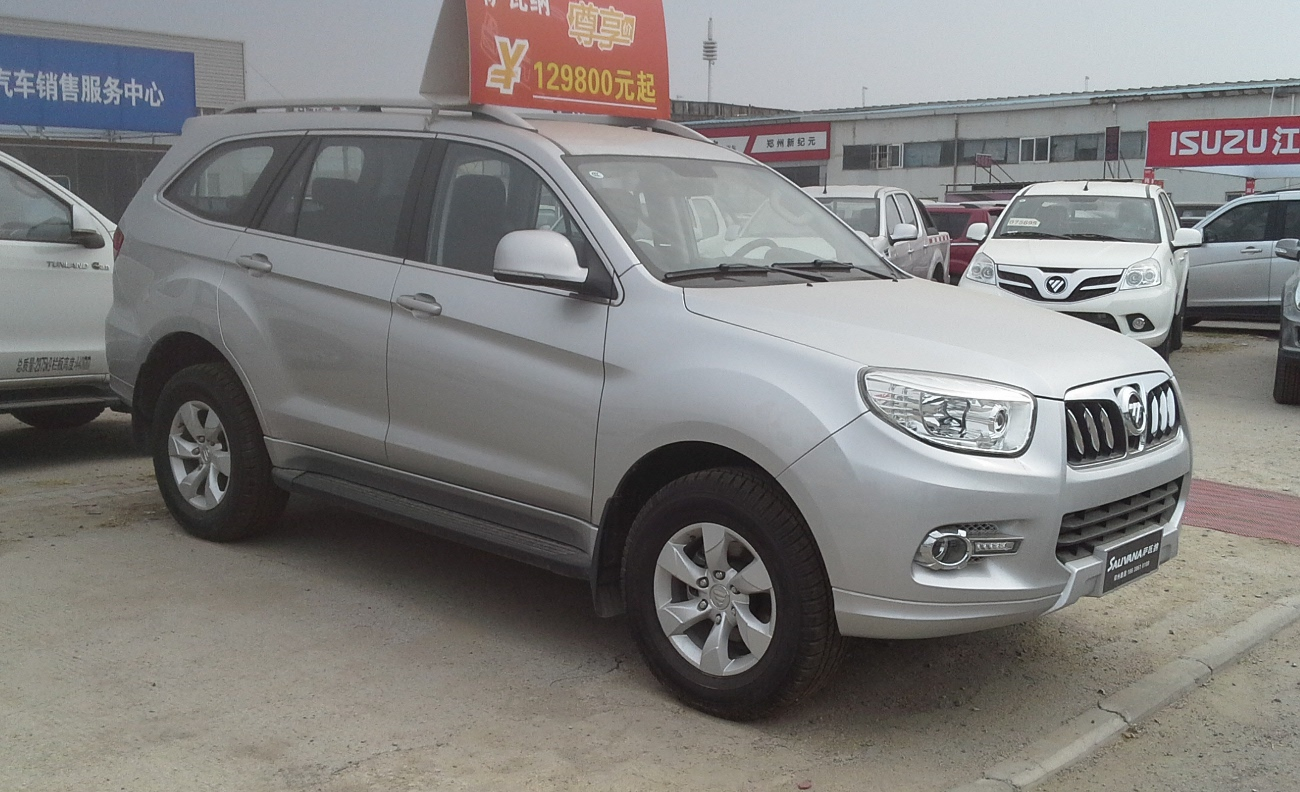
Foton Sauvana

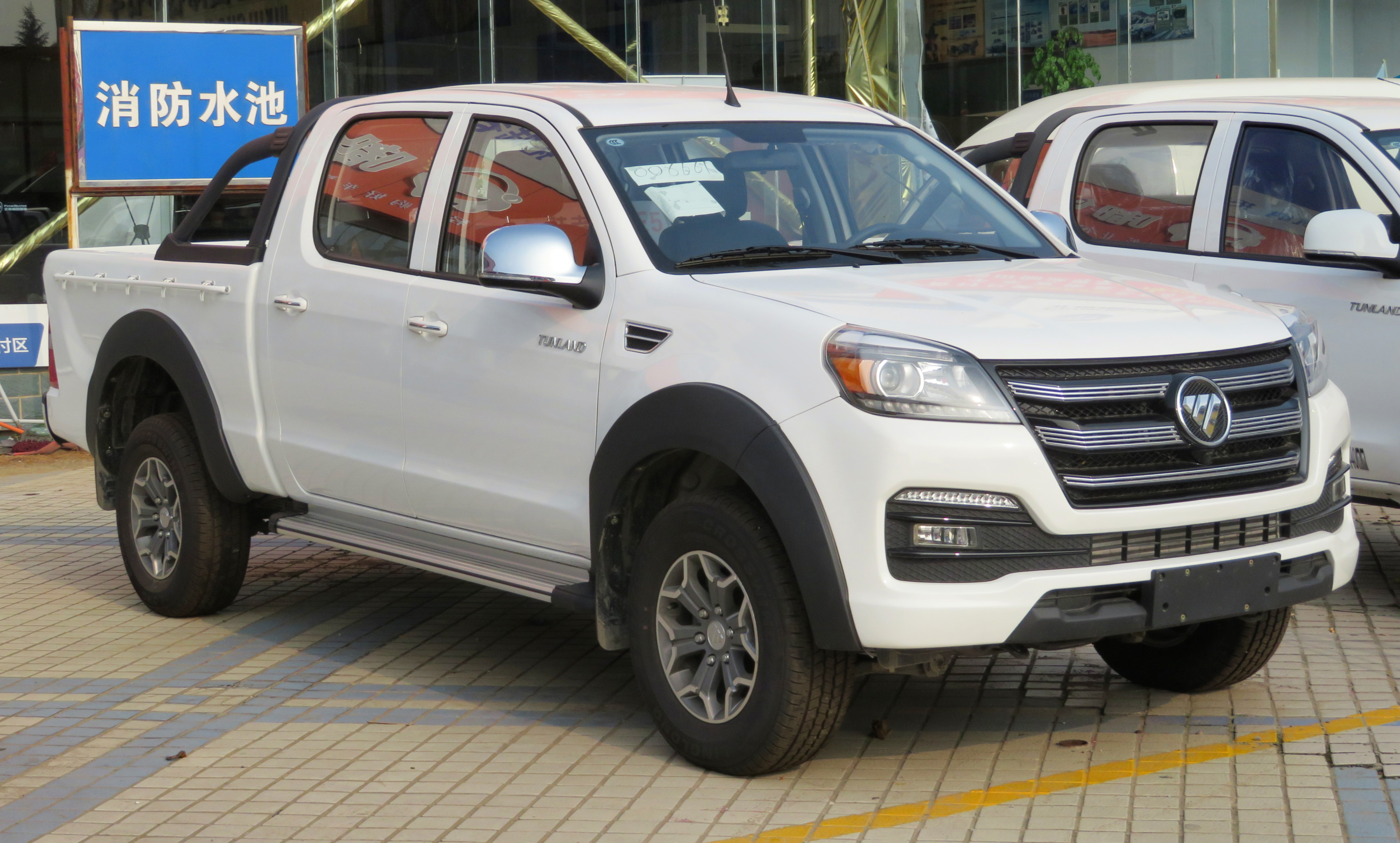
Foton Tunland

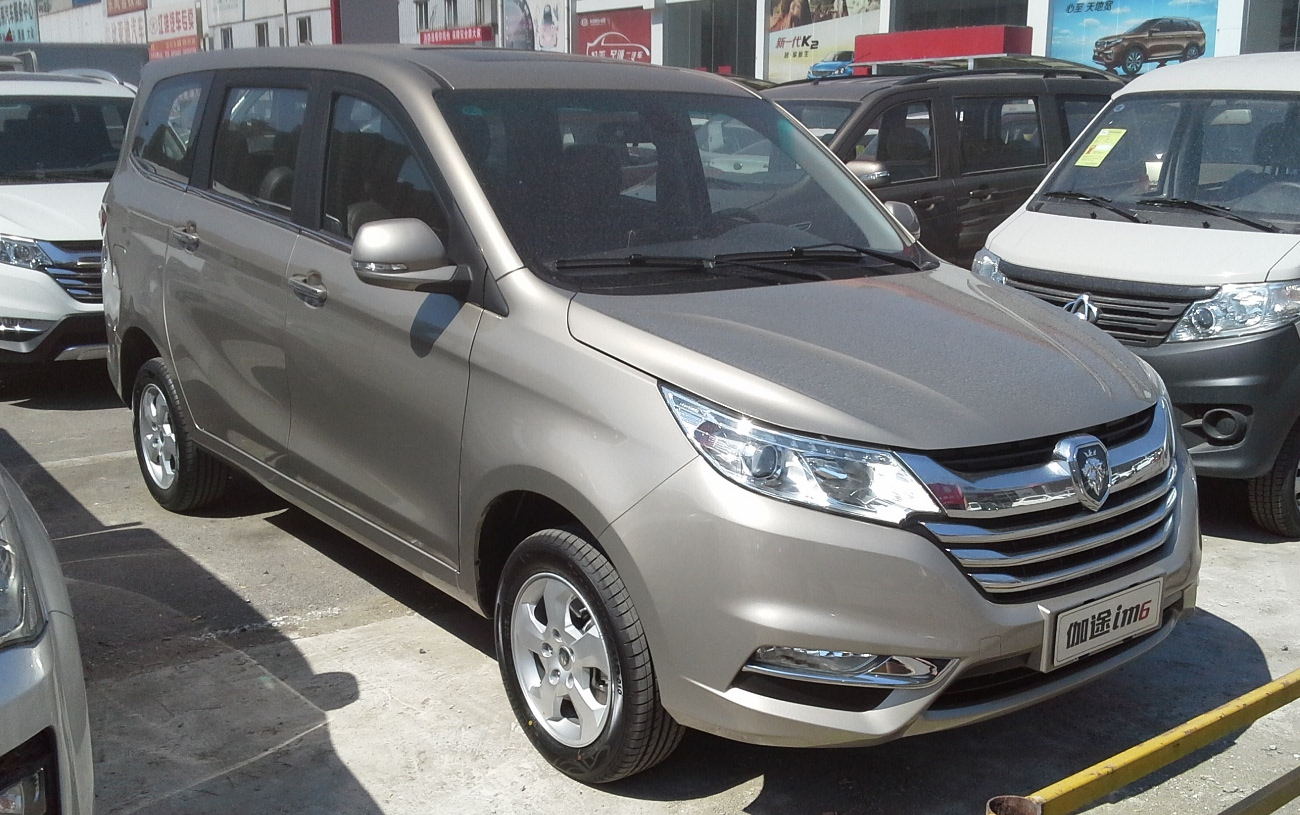
Foton Gratour im6

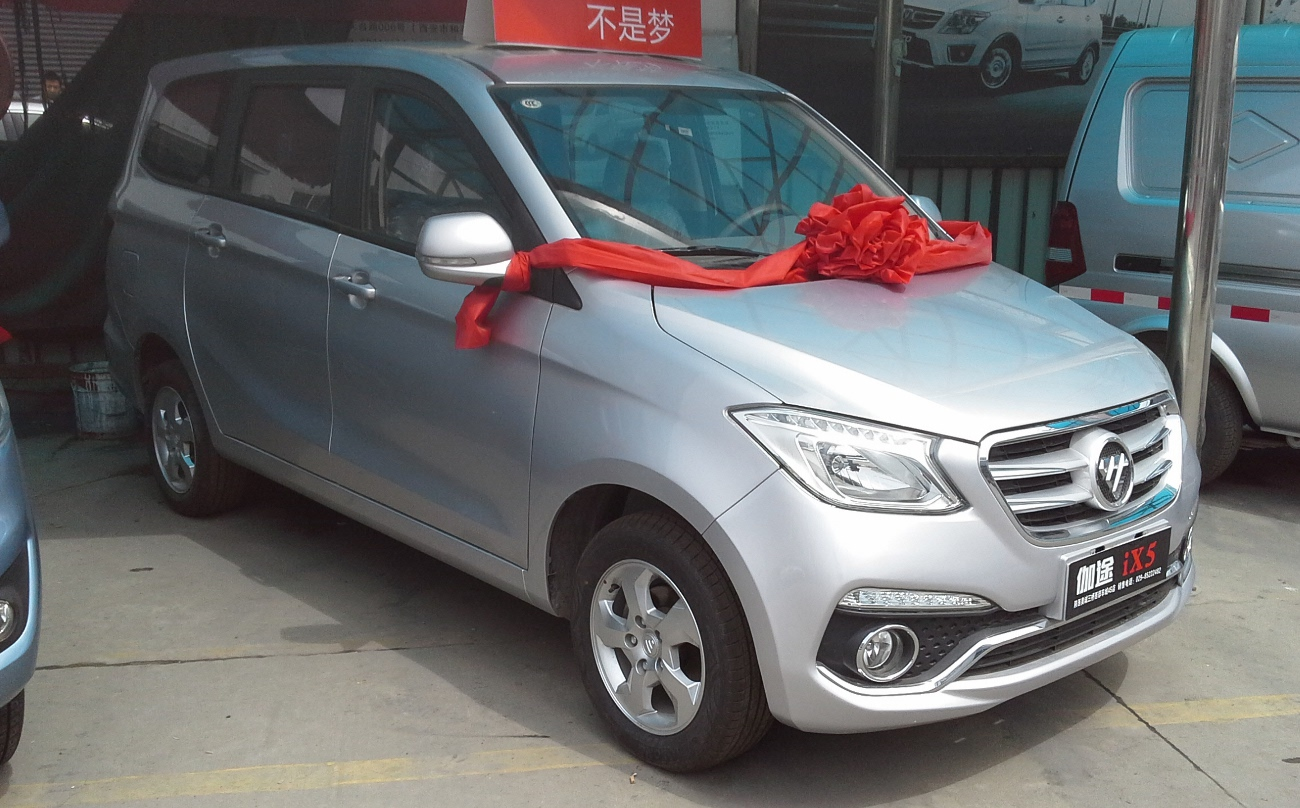
Foton Gratour ix5

### Lkw
- Foton Auman Jones (seit 2003)
- Foton Auman Lion (seit 2003)
- Foton Auman Kunlun Mountains (seit 2003)
- Foton Auman Shenzhou (seit 2003)
- Foton Auman H4 (seit 2011)
- Foton Auman EST (Energy Super Truck) (seit 2016)
- Foton Aumark (seit 2005)
- Foton Forland (seit 2006)
- Foton Forland King Kong (seit 1998)
- Foton Forland Ruiwo (seit 1998)
- Foton Ollin Beyond (seit 2005)
- Foton Ollin MRT (seit 2005)

### Busse
- Foton AUV New Route (seit 2000)
- Foton AUV Panorama Unlimited (seit 2003)
- Foton AUV Pioneer Europe (seit 1998)

### Minivans
- Foton MP-X Mongolia Parker (seit 2005)
- Foton View Express (2001–?)
- Foton View Express Passenger (2000–?)
- Foton View Ireland Act (1999–?)

### SUVs
- Foton Saga (2003–2010)
- Foton SUP (2004–?; Sportgeländewagen auf Basis des Saga)
- Foton Sauvana (seit 2015)
- Foton Thunda (Pick-up)
- Foton Tunland (Pick-up)

### Vans
- Foton Gratour im6 (2017–2018)
- Foton Gratour im8 (2017–2018)
- Foton Gratour ix5 (seit 2016)
- Foton Gratour ix7 (seit 2016)

## Zulassungszahlen
Für 2003 sind 2000 Pkw und 8000 Pick-ups überliefert. 2004 waren es 2.977 Pkw und 15.000 Pick-ups.
Eine andere Quelle nennt für die Jahre von 2005 bis 2007 Gesamtzahlen, ohne auf die Fahrzeugarten einzugeben. Die Zahlen von 287.942, 303.573 und 413.444 sind signifikant höher.
| Jahr | Pkw-Verkaufszahlen in China |
| ---- | --------------------------- |
| 2003 | 4.473                       |
| 2004 | 2.980                       |
| 2005 | 1.478                       |
| 2006 | 945                         |
| 2007 | 1.216                       |
| 2008 | 3.614                       |
| 2009 | 13.603                      |
| 2010 | 12.020                      |
| 2011 | 6.980                       |
| 2012 | 6.187                       |
| 2013 | 7.899                       |
| 2014 | 7.197                       |
| 2015 | 6.509                       |
| 2016 | 14.382                      |
| 2017 | 24.151                      |
| 2018 | 15.932                      |
| 2019 | 10.328                      |
| 2020 | 7.491                       |
| 2021 | 9.736                       |